# Torrubia del Castillo
Torrubia del Castillo ist eine Gemeinde (municipio) und ein Dorf mit 42 Einwohnern (Stand: 2024) in der Provinz Cuenca in der Autonomen Region Kastilien-La Mancha. 

## Lage
Torrubia del Castillo liegt etwa 59 Kilometer südsüdwestlich von Cuenca in einer Höhe von ca. 850 m. 

## Bevölkerungsentwicklung
| 1970 | 1981 | 1991 | 2001 | 2011 | 2021 |
| ---- | ---- | ---- | ---- | ---- | ---- |
| 162  | 80   | 53   | 37   | 41   | 36   |

## Sehenswürdigkeiten

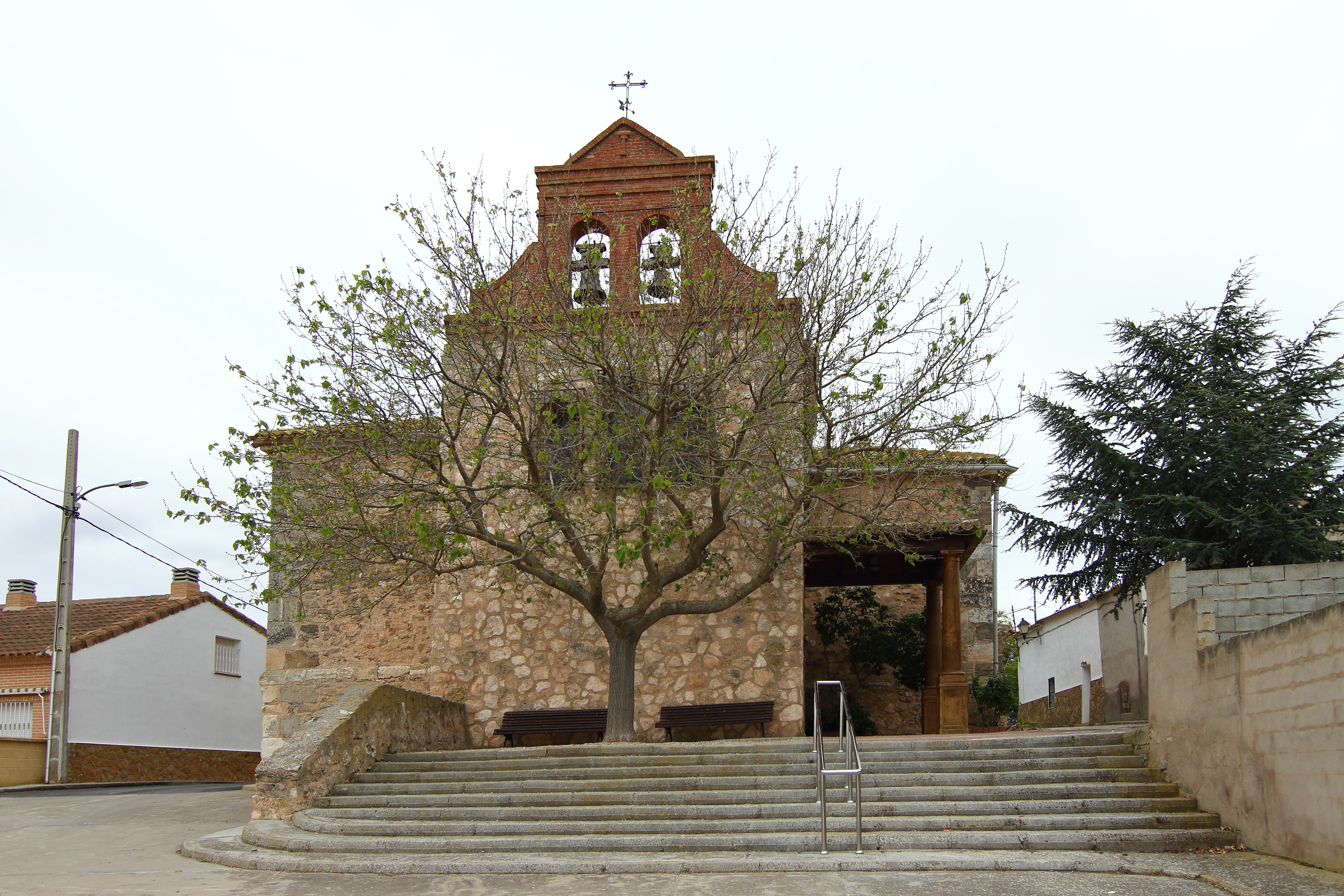
Jakobuskirche
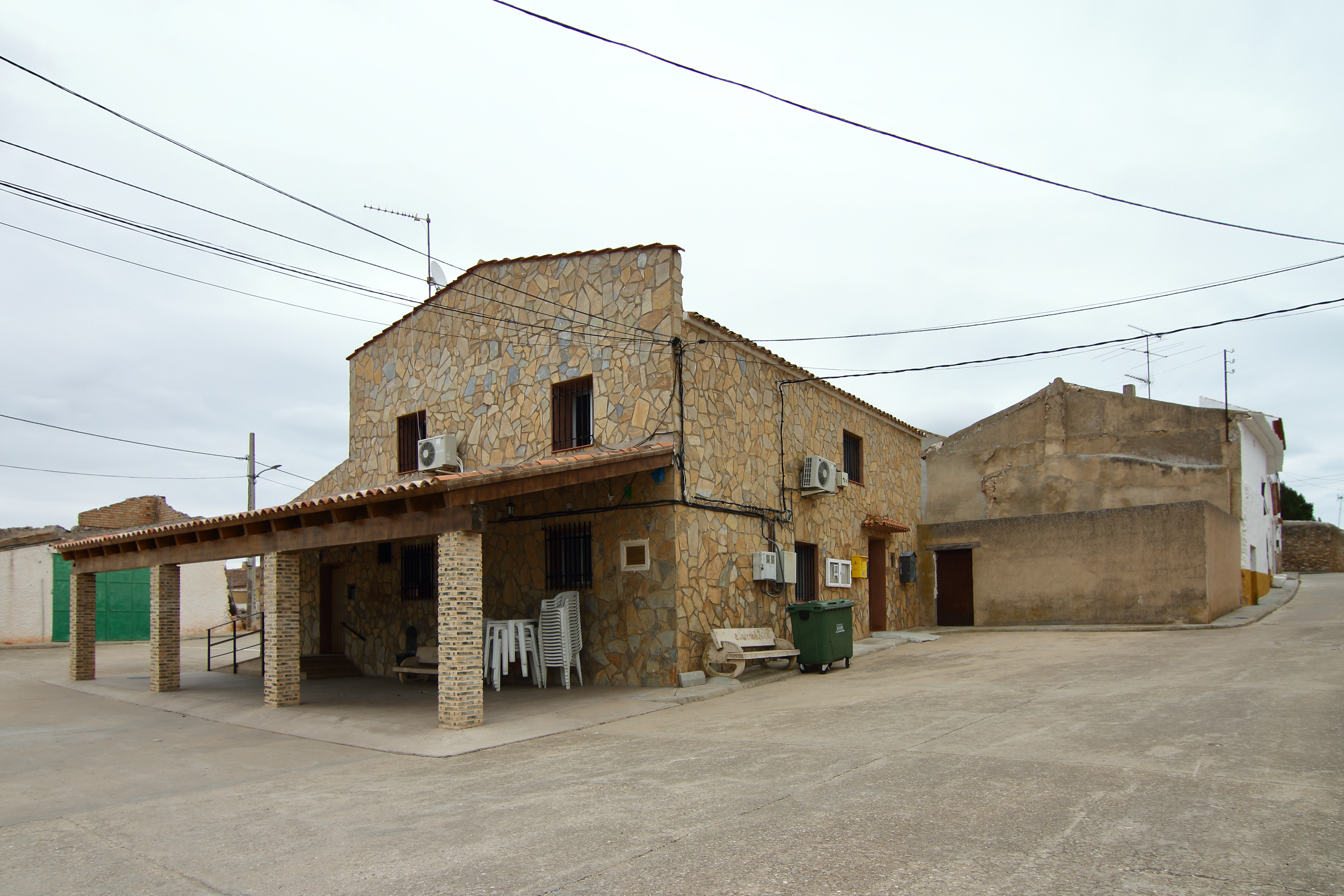
Rathaus

- Jakobuskirche
- Rathaus